# Дополнение (игры)
Дополнение, расширение, пакет расширения или аддон (англ. expansion, expansion pack) — дополнительный материал к существующей ролевой, настольной, компьютерной, коллекционной карточной игре или варгейму с миниатюрами. Такие аддоны обычно добавляют к уже выпущенной игре новые игровые зоны, оружие, объекты, персонажей, приключения или расширенную сюжетную линию.
В то время как дополнения для настольных игр обычно разрабатываются оригинальным создателем, разработчики компьютерных игр могут передавать разработку расширений сторонним компаниям. Настольные игры и настольные RPG начали продвигать расширения с 1970-х годов, а видеоигры начали выпускать расширения с 1980-х годов.
Ранние примеры включают игры серии Dragon Slayer — Xanadu Scenario II и Sorcerian.

## Характеристики
Цена расширения обычно значительно ниже цены оригинальной игры. Поскольку расширения состоят исключительно из дополнительного контента, для их использования в большинстве случаев требуется оригинальная игра. Игры с большим количеством расширений часто начинают продавать в комплекте с предыдущими дополнениями, как, например, The Sims Deluxe Edition (The Sims вместе с The Sims: Livin’ Large). Такие комплекты делают игру более доступной для новых игроков. Когда игры достигают конца своего жизненного цикла, издатель часто выпускает «полное» или «золотое» издание, которое включает игру и все последующие дополнения.

## Самостоятельные расширения
Некоторые расширения не требуют наличия оригинальной игры для использования нового контента, как, например, Half-Life: Blue Shift, Uncharted: The Lost Legacy, Dishonored: Death of the Outsider или Sonic & Knuckles. Часть арта, звуков и кода переиспользуется из оригинальной игры. В некоторых случаях расширение, такое как Heroes of Might and Magic III: The Shadow of Death или Dungeon Siege: Legends of Aranna, включает в себя оригинальную игру.

## Расширения к консольным играм
Расширения чаще всего выпускаются для ПК-игр, но становятся всё более распространенными и для игровых консолей, особенно благодаря популярности загружаемого контента. Увеличение числа мультиплатформенных игр также привело к выходу большего числа дополнений на консолях, особенно расширений, не требующих оригинальной игры (как описано выше). Например, для игры Command & Conquer 3: Kane’s Wrath на ПК требуется оригинальная игра Command & Conquer 3: Tiberium Wars, но версии для Xbox 360 как Tiberium Wars, так и Kane’s Wrath доступны отдельно — и не требуют друг друга.
Grand Theft Auto: London 1969 было первым расширением, выпущенным для PlayStation. Игра требовала от игрока вставить диск London, извлечь его, вставить диск оригинальной игры Grand Theft Auto, извлечь его, а затем снова вставить диск London, чтобы начать игру.
Игра Sonic & Knuckles для Sega Mega Drive была уникальна тем, что функционировала и как самостоятельный картридж, и как расширение для игр Sonic the Hedgehog 2 и Sonic the Hedgehog 3: при совмещении этих картриджей получались Knuckles in Sonic 2 и Sonic 3 & Knuckles соответственно.

## Расширения к коллекционным карточным играм
Коллекционные карточные игры (ККИ) обычно выпускаются в виде наборов расширений, состоящих из бустер-паков. ККИ могут быть «живыми» или «мёртвыми», и живые ККИ регулярно публикуются с дополнительными расширениями. ККИ, как правило, не имеют основного набора, который переиздаётся бесконечно; вместо этого они снимаются с производства и заменяются новыми расширениями ежеквартально или раз в полгода. Дополнения обычно вводят новые правила или игровые механики, расширяя библиотеку карт и набор правил игры.